# Whitecross (banda)
Whitecross es una banda cristiana de Hard rock formada en Chicago (Estados Unidos) en 1986, cargada de influencias del heavy metal y glam metal

## Historia de Whitecross
La banda de Hard Rock, Whitecross, fue fundada el año 1986  en la ciudad de Chicago estado de Illinois, con el propósito de llevar el mensaje del evangelio a través del Rock. La banda era liderada por el guitarrista y compositor Rex Carroll, y el vocalista Scott Wenzel, a quienes se agregaron el exbaterista Mark Hedl y el bajista Jon Sproule.
Durante el año 2005 la banda se reagrupó, liderada por sus dos miembros fundadores, el vocalista Scott Wenzel y el guitarrista Rex Carroll, para tocar en festivales y otros eventos. También regrabaron y reeditaron su tremendo álbum debut homónimo de 1987, ahora titulado Nineteen Eighty Seven con 4 bonus track incluido.
Entre sus éxitos en radios cristianas de Rock se destacan las canciones "In the Kingdom", que se convirtió en todo un Himno en su época, "In His Hands" y "You Will Find It There", todas del álbum In the Kingdom de 1991 lanzado por el sello Star Song.

## Alineación actual
- Scott Wenzel - Voz (1987 - 2019)
- Rex Carroll - Guitarra (1987 - 1992, 2005 - actualidad)
- Mike Feighan - Batería (1991 - 1995, 2005 - actualidad)
- Benny Ramos - Bajo (2000 - actualidad)
- Peter Stenlund - Voz (2019 - actualidad)

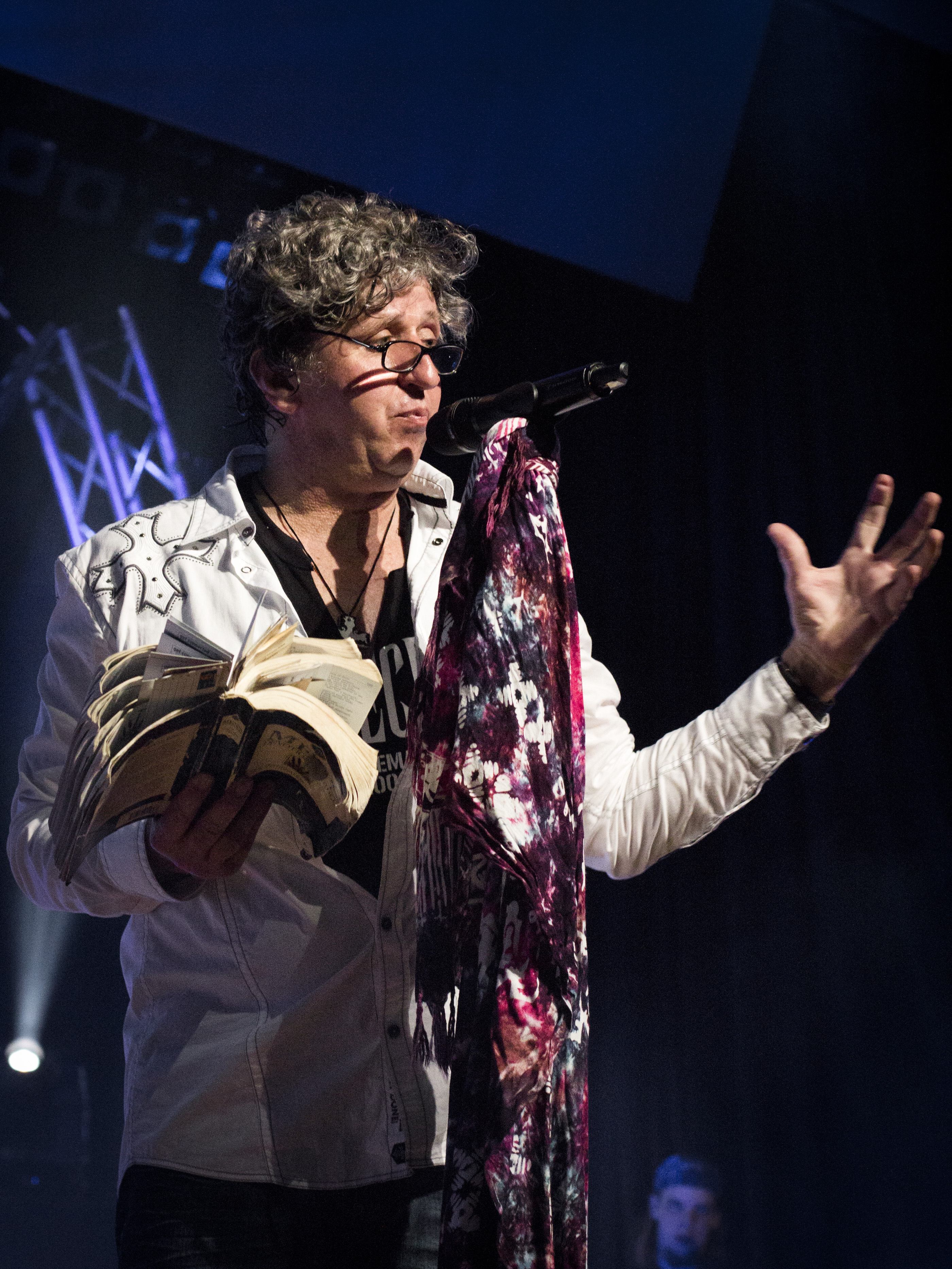
Scott Wenzel
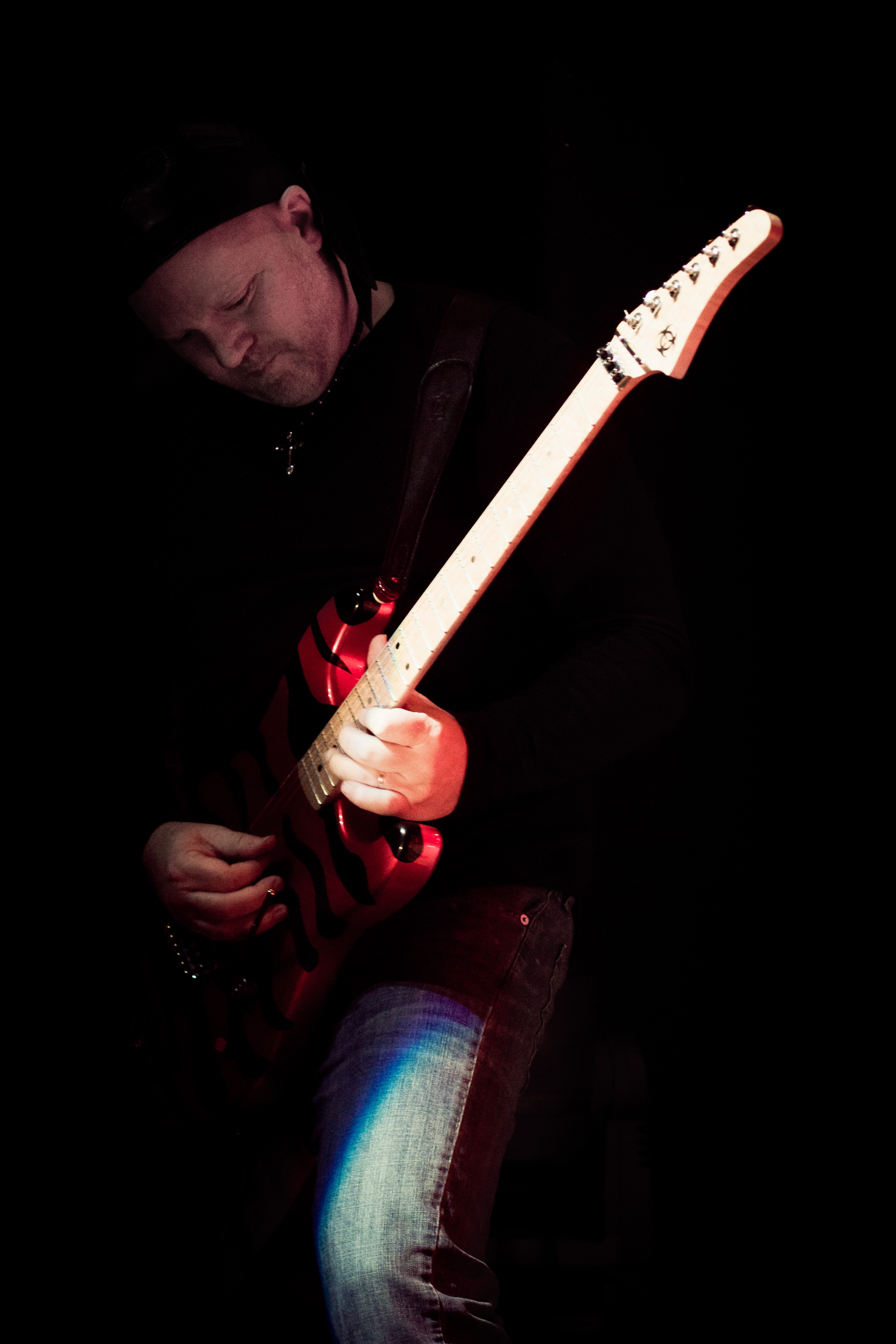
Rex Carroll
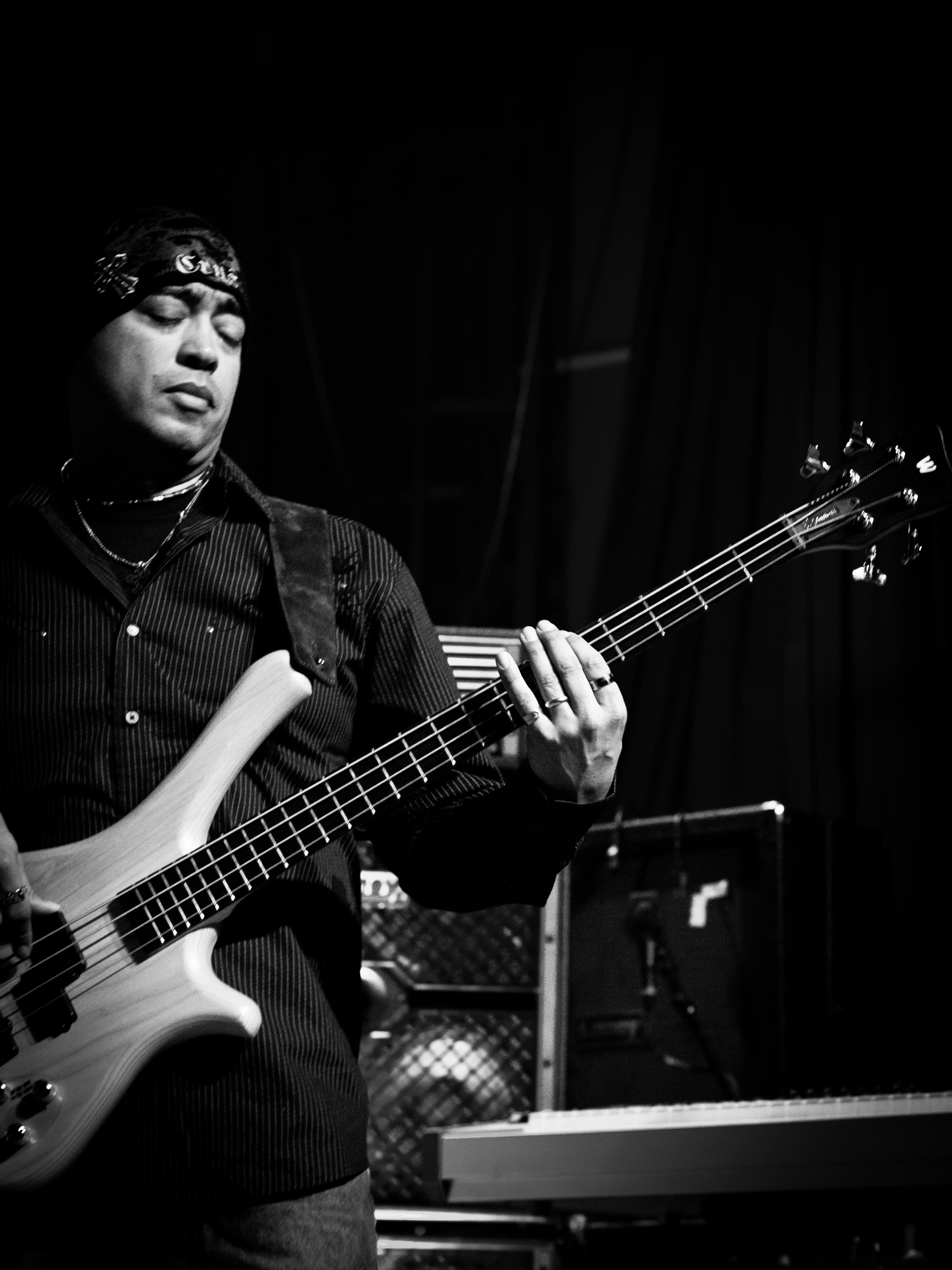
Benny Ramo
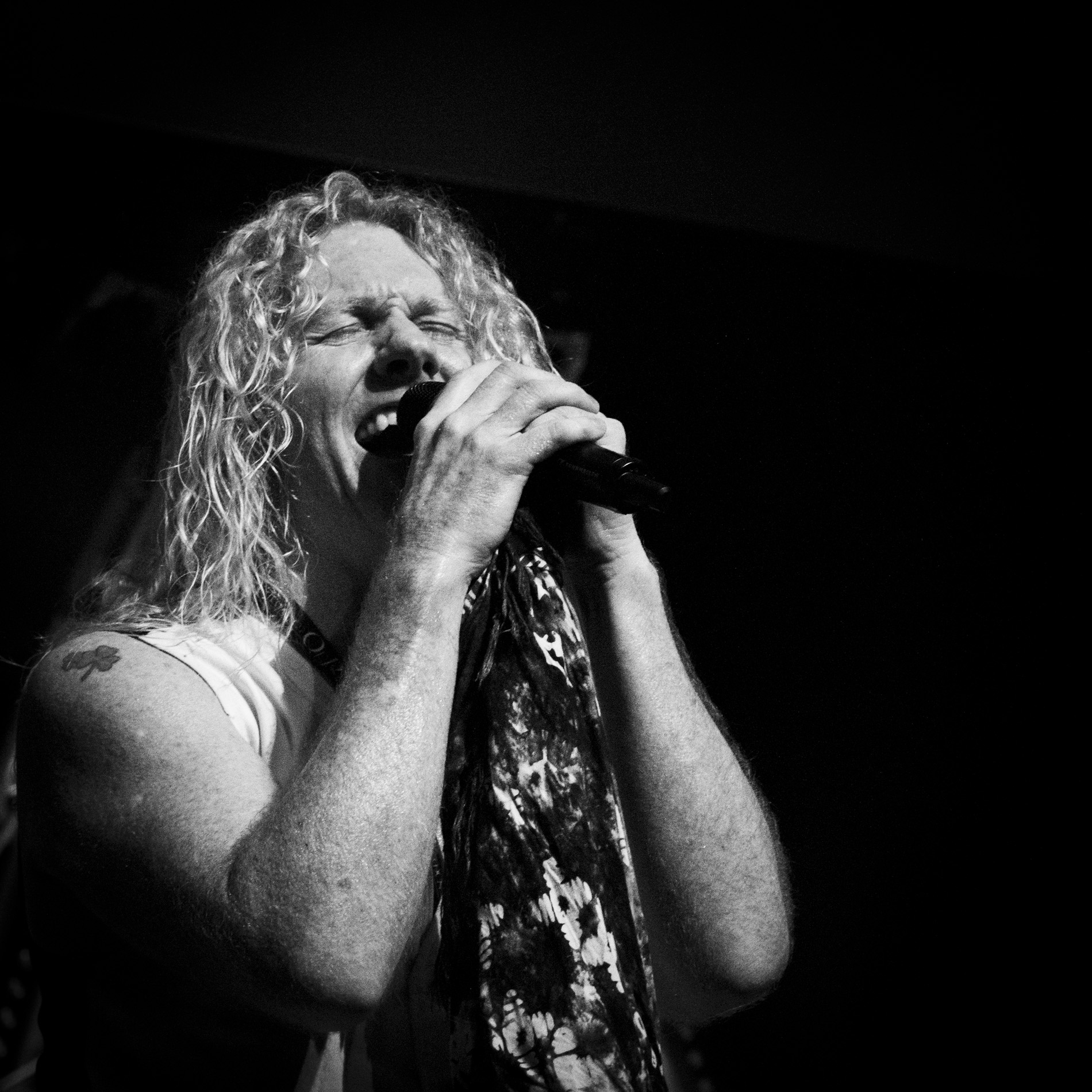
Michael Feighan
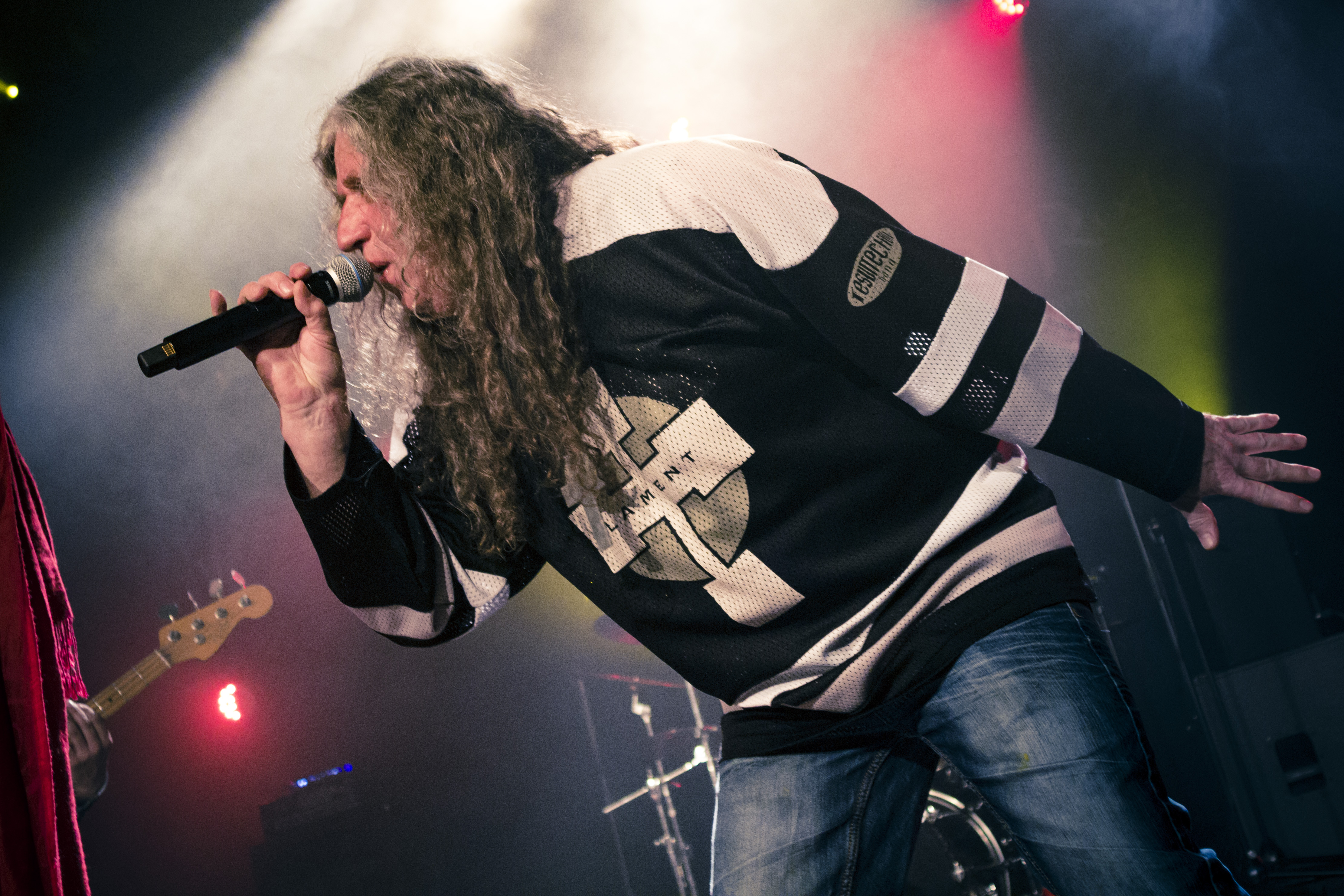
Scott Wenzel

## Exintegrantes

### Guitarra
- Barry Graul (1994 - 1995)
- Quinton Gibson (1996)

### Batería
- Mark Hedl (1987 - 1988)
- Mike Elliott (1989)
- Troy Stone (1996)

### Bajo
- Jon Sproule (1987 - 1988)
- Rick Armstrong (1989)
- Butch Dillon (1991)
- Scott Harper (1992)
- Tracy Ferrie (1994 - 1995)
- Brent Denny (1996)

## Discografía

### Álbumes de estudio
- Whitecross (1987)
- Hammer & Nail (1988)
- Triumphant Return (1989)
- In the Kingdom (1991)
- High Gear (1992)
- Unveiled (1994)
- Equilibrium (1995)
- Flytrap (1996)
- Nineteen Eighty Seven (2005)
- Fear no evil (2024)

### En vivo
- Triumphant Comeback: Live at Legends of Rock (2008)

### EP
- Love On The Line (1988)
- Revival [con  Guardian] (2017)

### Videos
- The Reign Goes On (1992, WHS)

### Compilaciones
- At Their Best (1991)
- To The Limit (1993)
- By Demand (1995)
- One More Encore (1998)
- MEGA 3 Collection (2005)
- The Very Best of Whitecross (2006)
- Their Classic Hits (2009)

### Otras participaciones
- Metal Praise (este disco fue hecho en conjunto con otras bandas de Metal cristiano)

- Datos: Q1011592
- Multimedia: Whitecross / Q1011592